# Gourcy (departamento)
Gourcy é um departamento ou comuna da província de Zondoma no Burkina Faso. A sua capital é a cidade de Gourcy.
Em 1 de julho de 2018 tinha uma população estimada em 114396 habitantes.